# Caloptilia acericola
Caloptilia acericola là một loài bướm đêm thuộc họ Gracillariidae. Nó được tìm thấy ở Nhật Bản (Hokkaidō, Honshū, Kyūshū) và vùng Viễn Đông Nga.
Sải cánh dài 9–11 mm.
Ấu trùng ăn Acer japonicum, Acer mono, Acer palmatum và Acer pseudosieboldianum. Chúng có thể ăn lá nơi chúng làm tổ.